# Sneek
Sneek (západofrísky Snits) je město v Nizozemsku. Nachází se na pobřeží jezera Sneekermeer 20 km jihozápadně od Leeuwardenu a je správním centrem obce Súdwest-Fryslân v provincii Frísko. Ve Sneeku žije přibližně 34 tisíc obyvatel. Hovoří se zde dialektem stadsfries.

## Historie
Sneek byl založen v 10. století a roku 1456 byl povýšen na město. V roce 1492 získal opevnění a v letech 1498 až 1500 byl hlavním městem Fríska. Město proslulo velkými dobytčími trhy. Ve dvacátém století proběhla rozsáhlá bytová výstavba a v roce 1984 se město zvětšilo připojením vesnic Loënga, Offingawier a IJsbrechtum.

## Památky
Symbolem města je Vodní brána z roku 1613, přemosťující plavební kanál. V historickém centru se také nachází radnice s rokokovou fasádou a kostel sv. Martina z Tours, založený v 11. století a přestavěný v roce 1681. V kostele je pohřben fríský národní hrdina Pier Gerlofs Donia. Příkladem moderní architektury jsou dřevěné mosty Krúsrak a Dúvelsrak.

## Ekonomika
Ve městě se nachází továrna na lana Lankhorst, pobočka japonské firmy YKK Group a továrna na cukrovinky Tonnema. Vznikly zde oděvní značky C&A a Gaastra. Místními kulinářskými specialitami jsou gin a sladké pečivo drabbelkoek.

## Zábava
Ve Sneeku se nachází muzeum vodní dopravy a muzeum železničního modelářství. Město má vlastní divadlo a koncertní sál Het Bolwerk. Sneek je centrem vodních sportů, koná se zde regata Sneekweek a rychlobruslařský závod Elfstedentocht.

## Partnerská města
- Kuroba (Japonsko)